# Amtsgericht Glogau
Das Amtsgericht Glogau war ein preußisches Amtsgericht mit Sitz in Glogau.

## Geschichte
Von 1849 bis 1879 bestand in Glogau das Kreisgericht Glogau. Das königlich preußische Amtsgericht Glogau wurde mit Wirkung zum 1. Oktober 1879 als eines von 14 Amtsgerichten im Bezirk des Landgerichtes Glogau im Bezirk des Oberlandesgerichtes Breslau gebildet. Sein Gerichtsbezirk umfasste den Kreis Glogau ohne den Teil, der dem Amtsgericht Polkwitz zugeordnet war sowie aus dem Freystadt den Stadtbezirk Schlawa und den Teil des Amtsbezirks Schlawa, der nicht dem Amtsgericht Carolath zugeordnet war. Am Gericht bestanden 1880 fünf Richterstellen. Das Amtsgericht war damit das zweitgrößte Amtsgericht im Landgerichtsbezirk. In Schlawa fanden Gerichtstage statt. In Folge der Weltwirtschaftskrise wurden 60 Amtsgerichte auf Grund von Sparverordnungen aufgehoben. Mit der Verordnung über die Aufhebung von Amtsgerichten vom 30. Juli 1932 wurde das Amtsgericht Polkwitz zum 30. September 1932 aufgehoben und sein Sprengel (Stadtbezirk Polkwitz und die Amtsbezirke Kummernick und Nieder Polkwitz sowie Teile der Amtsbezirke Groß Gräditz, Klemnitz und Töppendorf) dem Amtsgericht Glogau zugeordnet. Vom ebenfalls aufgelösten Amtsgericht Carolath erhielt Glogau die Landgemeinde Grochwitz.
Im Jahre 1945 wurde der Amtsgerichtsbezirk unter polnische Verwaltung gestellt, und die deutschen Einwohner wurden vertrieben. Damit endete auch die Geschichte des Amtsgerichtes Glogau.